# Kritosaurus
Kritosaurus là một chi khủng long hadrosauridae (mõ vịt) được biết đến không đầy đủ nhưng khá quan trọng. Nó sống khoảng 73 triệu năm trước, vào thời kỳ cuối kỷ Creta tại Bắc Mỹ. 

## Cổ sinh học

### Chế độ ăn uống và kiếm ăn
Như các chi hadrosauridae khác, Kritosaurus là động vật hai chân / bốn chân lớn, ăn cỏ và thực vật với một hộp sọ phức tạp cho phép một chuyển động mài tương tự nhai. Răng của nó được liên tục thay mới và được lèn vào pin răng có chứa hàng trăm răng, chỉ có một số ít tương đối trong đó được sử dụng bất cứ lúc nào. Chúng kiếm ăn từ mặt đất lên đến ~ 4 mét (13 ft). Nếu Kritosaurus là một chi riêng biệt, cách nó chia sẻ thức ăn với chi Naashoibitosaurus tương tự và cùng thời là không rõ.